# 1. Fußball-Club Köln 01/07 1986-1987
Questa voce raccoglie le informazioni riguardanti il 1. Fußball-Club Köln 01/07 nelle competizioni ufficiali della stagione 1986-1987.

## Stagione
Nella stagione 1986-1987 il Colonia, allenato da Georg Keßler e Christoph Daum, concluse il campionato di Bundesliga al 10º posto. In Coppa di Germania il Colonia fu eliminato agli ottavi di finale dal Bayer Uerdingen.

## Rosa
| N. |                        | Ruolo | Calciatore           |
| -- | ---------------------- | ----- | -------------------- |
| 6  | Germania (bandiera)    | C     | Olaf Janßen          |
|    | Germania (bandiera)    | P     | Uwe Brunn            |
|    | Germania (bandiera)    | P     | Bodo Illgner         |
|    | Germania (bandiera)    | P     | Toni Schumacher      |
|    | Germania (bandiera)    | D     | Karlheinz Geils      |
|    | Germania (bandiera)    | D     | Andreas Gielchen     |
|    | Germania (bandiera)    | D     | Matthias Hönerbach   |
|    | Danimarca (bandiera)   | D     | Morten Olsen         |
|    | Germania (bandiera)    | D     | Dieter Prestin       |
|    | Germania (bandiera)    | D     | Paul Steiner         |
|    | Paesi Bassi (bandiera) | D     | Michel van de Korput |
|    | Germania (bandiera)    | D     | Thomas Wichterich    |

| N. |                        | Ruolo | Calciatore          |
| -- | ---------------------- | ----- | ------------------- |
|    | Germania (bandiera)    | D     | Michael Wollitz     |
|    | Germania (bandiera)    | C     | Uwe Bein            |
|    | Germania (bandiera)    | C     | Stefan Engels       |
|    | Germania (bandiera)    | C     | Ralf Geilenkirchen  |
|    | Germania (bandiera)    | C     | Armin Görtz         |
|    | Germania (bandiera)    | C     | Thomas Häßler       |
|    | Germania (bandiera)    | C     | Hans-Peter Lehnhoff |
|    | Germania (bandiera)    | A     | Klaus Allofs        |
|    | Germania (bandiera)    | A     | Thomas Allofs       |
|    | Germania (bandiera)    | A     | Robert Schmitz      |
|    | Inghilterra (bandiera) | A     | Tony Woodcock       |

## Organigramma societario
Area tecnica
- Allenatore: Christoph Daum
- Allenatore in seconda: Rolf Herings
- Preparatore dei portieri: Rolf Herings
- Preparatori atletici:

## Calciomercato

### Sessione estiva
| Acquisti | Acquisti        | Acquisti          | Acquisti |
| R.       | Nome            | da                | Modalità |
| -------- | --------------- | ----------------- | -------- |
| A        | Thomas Allofs   | Kaiserslautern    |          |
| C        | Armin Görtz     | Waregem           |          |
| D        | Morten Olsen    | Anderlecht        |          |
| D        | Michael Wollitz | Arminia Bielefeld |          |
| A        | Tony Woodcock   | Arsenal           |          |

| Cessioni | Cessioni          | Cessioni          | Cessioni |
| R.       | Nome              | a                 | Modalità |
| -------- | ----------------- | ----------------- | -------- |
| A        | Norbert Dickel    | Borussia Dortmund |          |
| D        | Armin Görgens     | Fortuna Colonia   |          |
| C        | Pierre Littbarski | RC France         |          |
| P        | Michael Nißl      | SC Brück          |          |

### Sessione invernale
| Acquisti | Acquisti | Acquisti | Acquisti |
| R.       | Nome     | da       | Modalità |
| -------- | -------- | -------- | -------- |

| Cessioni | Cessioni      | Cessioni        | Cessioni |
| R.       | Nome          | a               | Modalità |
| -------- | ------------- | --------------- | -------- |
| D        | David Pizanti | Hapoel Tel Aviv |          |

## Risultati

### Bundesliga

#### Girone di andata
| Arbitro: | Brehm |

|                           |           |            |
| Leifeld 9’, 67’ Woelk 47’ | Marcatori | 24’ Allofs |

| Colonia 15 agosto 1986, ore 20:00 CEST 2ª giornata | Colonia | 0 – 0 referto | Eintracht Francoforte | Müngersdorfer Stadion (22 000 spett.)\| Arbitro: \| Mierswa \| |
| Arbitro:                                           | Mierswa |               |                       |                                                                |

| Arbitro: | Theobald |

|                                 |           |  |
| Pflügler 13’ Wohlfarth 31’, 65’ | Marcatori |  |

| Arbitro: | Pauly |

|                   |           |                                                 |
| Engels 57’ (rig.) | Marcatori | 33’ Rolff 39’ Waas 47’ Götz 90’ (rig.) Schreier |

| Arbitro: | Osmers |

|                 |           |  |
| Bührer 33’, 45’ | Marcatori |  |

| Arbitro: | Schmidhuber |

|                                   |           |  |
| Bein 48’ Steiner 68’ Woodcock 72’ | Marcatori |  |

| Arbitro: | Wiesel |

|                                      |           |              |
| Eðvaldsson 2’ Klinger 15’ Funkel 45’ | Marcatori | 78’ Woodcock |

| Colonia 27 settembre 1986, ore 15:30 CEST 8ª giornata | Colonia  | 0 – 0 referto | Stoccarda | Müngersdorfer Stadion (12 000 spett.)\| Arbitro: \| Dellwing \| |
| Arbitro:                                              | Dellwing |               |           |                                                                 |

| Arbitro: | Brehm |

|                       |           |                                  |
| Opitz 16’ Wegmann 26’ | Marcatori | 45’ Wollitz 53’, 61’, 75’ Allofs |

| Arbitro: | Scheuerer |

|                       |           |  |
| Engels 8’ (rig.), 17’ | Marcatori |  |

| Arbitro: | Heitmann |

|  |           |                                |
|  | Marcatori | 3’ Allofs 44’, 67’, 85’ Allofs |

| Arbitro: | Schäfer |

|            |           |          |
| Allofs 11’ | Marcatori | 45’ Yula |

| Arbitro: | Barnick |

|                             |           |              |
| Allofs 4’, 48’ Woodcock 85’ | Marcatori | 62’ Andersen |

| Arbitro: | Tritschler |

|                  |           |  |
| Beiersdorfer 78’ | Marcatori |  |

| Arbitro: | Wiesel |

|                         |           |                      |
| Woodcock 18’ Häßler 83’ | Marcatori | 47’ Allievi 57’ Roos |

| Arbitro: | Schmidhuber |

|                                   |           |              |
| Bakalorz 12’ Hochstätter 22’, 30’ | Marcatori | 90’ Lehnhoff |

| Arbitro: | Werner |

|                                  |           |  |
| Geils 7’ Allofs 15’ Woodcock 89’ | Marcatori |  |

#### Girone di ritorno
| Arbitro: | Weber |

|           |           |  |
| Geils 35’ | Marcatori |  |

| Arbitro: | Umbach |

|            |           |                   |
| Müller 76’ | Marcatori | 47’, 80’ Woodcock |

| Arbitro: | Heitmann |

|              |           |                 |
| Woodcock 38’ | Marcatori | 68’ Augenthaler |

| Arbitro: | Brückner |

|  |           |          |
|  | Marcatori | 68’ Bein |

| Arbitro: | Bruch |

|                      |           |            |
| Steiner 26’ Bein 47’ | Marcatori | 76’ Walter |

| Arbitro: | Jupe |

|             |           |                                     |
| Freiler 65’ | Marcatori | 8’ Allofs 25’ Woodcock 77’ Lehnhoff |

| Arbitro: | Wittke |

|                 |           |                             |
| Bein 51’ (rig.) | Marcatori | 19’ Klinger 45’ Guðmundsson |

| Arbitro: | Barnick |

|                                                                       |           |            |
| Allgöwer 7’ (rig.) Klinsmann 60’ Wollitz 61’ (aut.) Hartmann 81’, 84’ | Marcatori | 19’ Allofs |

| Arbitro: | Wiesel |

|                            |           |                       |
| Engels 18’ Allofs 21’, 79’ | Marcatori | 19’ Wegmann 90’ Kruse |

| Arbitro: | Werner |

|           |           |            |
| Keser 89’ | Marcatori | 52’ Allofs |

| Arbitro: | Zimmermann |

|            |           |  |
| Allofs 45’ | Marcatori |  |

| Arbitro: | Amerell |

|            |           |            |
| Gaedke 39’ | Marcatori | 49’ Allofs |

| Arbitro: | Dellwing |

|             |           |                        |
| Andersen 8’ | Marcatori | 35’ (aut.) Lieberwirth |

| Arbitro: | Schmidhuber |

|                   |           |            |
| Engels 90’ (rig.) | Marcatori | 51’ Jakobs |

| Arbitro: | Umbach |

|                                             |           |            |
| Hartmann 36’, 61’ Kohr 57’, 70’ Allievi 72’ | Marcatori | 10’ Engels |

| Arbitro: | Neuner |

|                         |           |                                          |
| Allofs 35’ Woodcock 68’ | Marcatori | 27’ Hochstätter 31’, 75’ Rahn 80’ Thiele |

| Arbitro: | Theobald |

|                           |           |            |
| Ordenewitz 12’ Völler 40’ | Marcatori | 37’ Allofs |

### Coppa di Germania
| Arbitro: | Fux |

|  |           |                                         |
|  | Marcatori | 25’ Woodcock 57’ Allofs 66’, 76’ Engels |

| Arbitro: | Gabor |

|                     |           |            |
| Allofs 9’, 18’, 73’ | Marcatori | 65’ Sebert |

| Arbitro: | Jupe |

|                                       |           |                   |
| Bierhoff 11’ Klinger 45’ Witeczek 75’ | Marcatori | 27’ (rig.) Allofs |

## Statistiche

### Statistiche di squadra
| Competizione      | Punti | In casa | In casa | In casa | In casa | In casa | In casa | In trasferta | In trasferta | In trasferta | In trasferta | In trasferta | In trasferta | Totale | Totale | Totale | Totale | Totale | Totale | DR |
| Competizione      | Punti | G       | V       | N       | P       | Gf      | Gs      | G            | V            | N            | P            | Gf           | Gs           | G      | V      | N      | P      | Gf     | Gs     | DR |
| ----------------- | ----- | ------- | ------- | ------- | ------- | ------- | ------- | ------------ | ------------ | ------------ | ------------ | ------------ | ------------ | ------ | ------ | ------ | ------ | ------ | ------ | -- |
| Bundesliga        | 35    | 17      | 8       | 6       | 3       | 27      | 19      | 17           | 5            | 3            | 9            | 23           | 34           | 34     | 13     | 9      | 12     | 50     | 53     | -3 |
| Coppa di Germania | -     | 1       | 1       | 0       | 0       | 3       | 1       | 2            | 1            | 0            | 1            | 5            | 3            | 3      | 2      | 0      | 1      | 8      | 4      | +4 |
| Totale            | 35    | 18      | 9       | 6       | 3       | 30      | 20      | 19           | 6            | 3            | 10           | 28           | 37           | 37     | 15     | 9      | 13     | 58     | 57     | +1 |

### Andamento in campionato
| Giornata  | 1  | 2  | 3  | 4  | 5  | 6  | 7  | 8  | 9  | 10 | 11 | 12 | 13 | 14 | 15 | 16 | 17 | 18 | 19 | 20 | 21 | 22 | 23 | 24 | 25 | 26 | 27 | 28 | 29 | 30 | 31 | 32 | 33 | 34 |
| --------- | -- | -- | -- | -- | -- | -- | -- | -- | -- | -- | -- | -- | -- | -- | -- | -- | -- | -- | -- | -- | -- | -- | -- | -- | -- | -- | -- | -- | -- | -- | -- | -- | -- | -- |
| Luogo     | T  | C  | T  | C  | T  | C  | T  | C  | T  | C  | T  | C  | C  | T  | C  | T  | C  | C  | T  | C  | T  | C  | T  | C  | T  | C  | T  | C  | T  | T  | C  | T  | C  | T  |
| Risultato | P  | N  | P  | P  | P  | V  | P  | N  | V  | V  | V  | N  | V  | P  | N  | P  | V  | V  | V  | N  | V  | V  | V  | P  | P  | V  | N  | V  | N  | N  | N  | P  | P  | P  |
| Posizione | 14 | 14 | 16 | 17 | 18 | 14 | 16 | 15 | 14 | 14 | 12 | 13 | 10 | 11 | 11 | 14 | 12 | 9  | 9  | 9  | 8  | 7  | 5  | 8  | 9  | 8  | 8  | 8  | 8  | 7  | 7  | 8  | 9  | 10 |

Legenda:

Luogo: C = Casa; T = Trasferta. Risultato: V = Vittoria; N = Pareggio; P = Sconfitta.

### Statistiche dei giocatori
| Giocatore        | Bundesliga | Bundesliga | Bundesliga  | Bundesliga | Coppa di Germania | Coppa di Germania | Coppa di Germania | Coppa di Germania | Totale   | Totale | Totale      | Totale     |
| Giocatore        | Presenze   | Reti       | Ammonizioni | Espulsioni | Presenze          | Reti              | Ammonizioni       | Espulsioni        | Presenze | Reti   | Ammonizioni | Espulsioni |
| ---------------- | ---------- | ---------- | ----------- | ---------- | ----------------- | ----------------- | ----------------- | ----------------- | -------- | ------ | ----------- | ---------- |
| K. Allofs        | 33         | 14         | 2           | 0          | 3                 | 5                 | 0                 | 0                 | 36       | 19     | 2           | 0          |
| T. Allofs        | 16         | 7          | 0           | 0          | 2                 | 0                 | 0                 | 0                 | 18       | 7      | 0           | 0          |
| U. Bein          | 17         | 4          | 2           | 0          | 1                 | 0                 | 0                 | 0                 | 18       | 4      | 2           | 0          |
| U. Brunn         | 0          | 0          | 0           | 0          | 0                 | 0                 | 0                 | 0                 | 0        | 0      | 0           | 0          |
| S. Engels        | 27         | 6          | 4           | 0          | 2                 | 2                 | 0                 | 0                 | 29       | 8      | 4           | 0          |
| R. Geilenkirchen | 6          | 0          | 0           | 0          | 1                 | 0                 | 0                 | 0                 | 7        | 0      | 0           | 0          |
| K. Geils         | 25         | 2          | 6           | 1          | 3                 | 0                 | 2                 | 0                 | 28       | 2      | 8           | 1          |
| A. Gielchen      | 4          | 0          | 2           | 0          | 0                 | 0                 | 0                 | 0                 | 4        | 0      | 2           | 0          |
| A. Görtz         | 20         | 0          | 3           | 0          | 3                 | 0                 | 1                 | 0                 | 23       | 0      | 4           | 0          |
| T. Häßler        | 21         | 1          | 0           | 0          | 2                 | 0                 | 0                 | 0                 | 23       | 1      | 0           | 0          |
| M. Hönerbach     | 23         | 0          | 2           | 0          | 0                 | 0                 | 0                 | 0                 | 23       | 0      | 2           | 0          |
| B. Illgner       | 16         | 0          | 1           | 0          | 0                 | 0                 | 0                 | 0                 | 16       | 0      | 1           | 0          |
| O. Janßen        | 21         | 0          | 1           | 0          | 2                 | 0                 | 0                 | 0                 | 23       | 0      | 1           | 0          |
| H. Lehnhoff      | 31         | 2          | 2           | 0          | 3                 | 0                 | 0                 | 0                 | 34       | 2      | 2           | 0          |
| M. Olsen         | 34         | 0          | 0           | 0          | 3                 | 0                 | 0                 | 0                 | 37       | 0      | 0           | 0          |
| D. Pizanti       | 2          | 0          | 0           | 0          | 0                 | 0                 | 0                 | 0                 | 2        | 0      | 0           | 0          |
| D. Prestin       | 29         | 0          | 5           | 0          | 2                 | 0                 | 0                 | 0                 | 31       | 0      | 5           | 0          |
| R. Schmitz       | 0          | 0          | 0           | 0          | 0                 | 0                 | 0                 | 0                 | 0        | 0      | 0           | 0          |
| T. Schumacher    | 18         | 0          | 0           | 0          | 3                 | 0                 | 0                 | 0                 | 21       | 0      | 0           | 0          |
| P. Steiner       | 33         | 2          | 7           | 0          | 3                 | 0                 | 0                 | 0                 | 36       | 2      | 7           | 0          |
| T. Wichterich    | 0          | 0          | 0           | 0          | 0                 | 0                 | 0                 | 0                 | 0        | 0      | 0           | 0          |
| M. Wollitz       | 21         | 1          | 2           | 0          | 3                 | 0                 | 1                 | 0                 | 24       | 1      | 3           | 0          |
| T. Woodcock      | 30         | 10         | 1           | 0          | 2                 | 1                 | 0                 | 0                 | 32       | 11     | 1           | 0          |
| M. de Korput     | 0          | 0          | 0           | 0          | 0                 | 0                 | 0                 | 0                 | 0        | 0      | 0           | 0          |